# Барза (Хунедоара)
Барза (рум. Barza) насеље је у Румунији у округу Хунедоара у општини Кришчор. Oпштина се налази на надморској висини од 287 m.

## Становништво
Према подацима из 2002. године у насељу је живело 202 становника, од којих су сви румунске националности.